# Venustiano Carranza, Campeche
Venustiano Carranza är en ort i Mexiko.   Den ligger i kommunen Carmen och delstaten Campeche, i den sydöstra delen av landet, 800 km öster om huvudstaden Mexico City. Venustiano Carranza ligger 25 meter över havet och antalet invånare är 253.
Terrängen runt Venustiano Carranza är mycket platt. Runt Venustiano Carranza är det glesbefolkat, med 11 invånare per kvadratkilometer. Närmaste större samhälle är Juan de la Cabada Vera, 14,5 km nordväst om Venustiano Carranza. Trakten runt Venustiano Carranza består till största delen av jordbruksmark.